# Active Server Pages
Active Server Pages (ASP), познат още като Classic ASP или ASP Classic, е първата разработка на Microsoft, свързана със скрипт машина за динамични уеб страници, предназначена за сървъри. Първоначално пуснат като добавка за Internet Information Services (IIS) чрез Windows NT 4.0 Option Pack, впоследствие е включен като свободен компонент на Windows Server (в първоначалната версия на Windows 2000 Server). Впоследствие е заменен от ASP.NET.
Развитието на функционалността на ASP сайтовете използва активен скрипт в двигателна поддръжка на Component Object Model (COM) с всеки обект, осигурявайки сродна група на често използвани функции и информационни атрибути. В ASP 2.0 има шест вградени обекта: Application, ASPError, Request, Response, Server и Session. Session например е сесиен обект, базиран на бисквитки, който предава състоянието на променливите от страница на страница.